# アンブレイク・マイ・ハート
「アンブレイク・マイ・ハート」（原題：Un-Break My Heart）は、1996年4月22日にアメリカ合衆国のR&B歌手であるトニー・ブラクストンが発表した楽曲、及び同曲を収録したシングル。

## 概要
彼女の2枚目のスタジオ・アルバム『シークレッツ』に収録された曲で、同アルバムから「ユア・メイキン・ミー・ハイ」に続く2曲目のシングルとしてリリースされた。1997年のグラミー賞において、最優秀女性ポップ・ヴォーカル・パフォーマンス賞を獲得。各国の週間シングルチャートでは、母国アメリカのBillboard Hot 100で、1996年の年末から1997年の年初にかけて、11週連続で1位という偉業を達成した。この他にオーストリア、スイス、ベルギー、スウェーデンなどで1位、イギリスなどで2位を記録した。